# Marc Verstraete
Pr. Dr. Marcus, Maria, Julius, Hector, Jozef, baron Verstraete, né le 1er avril 1925 à Bruges et mort le 16 août 2018, est un professeur et médecin belge flamand. Il est fils d'un gynécologue et l'oncle de Jean-Luc Dehaene.
Il fut médecin chirurgien obstétricien. Il fut professeur à la KUL, où il dirigea le Centre de Biologie Moléculaire et Vasculaire. Il fut professeur visiteur à la Harvard Medical School.
Marc Verstraete démontra au début des années 1960 en première mondiale que les obstructions des artères peuvent être éliminées en administrant des anti-coagulants, ce qui permettrait de sauver des victimes d'infarctus. Il fournît aussi de nouveaux éclairages concernant des maladies du sang telles l'hémophilie et la maladie de von Willebrand. Il développa le centre multidisciplinaire pour le traitement des maladies du sang, qui connait un rayonnement international. Depuis 1968, plus de 250 chercheurs étrangers y ont été actifs et plus de 80 doctorats obtenus[réf. nécessaire].
Il fut membre de la Koninklijke Academie voor Geneeskunde van België. En 1993 fut créé un fonds à son nom pour l'étude de l'hémato-angiologie.

## Distinctions
- Ordre équestre du Saint-Sépulcre de Jérusalem
- Grand officier de l'ordre de Léopold
- Grand officier de l'ordre de la Couronne
- Prix quinquennal de l'État de recherche biomédicale
- Chaire Francqui (89) (VUB et UGent)
- Wright-Schulte Memorial Lecturer (1981)
- Robert P. Grant Medal (1993)
- Honorary Fellowship Award de l'American College of Cardiology
- docteur honoris causa des universités de Édimbourg, Cordoue, Bologne, Bordeaux et Londres

Il a été élevé au rang de baron par le roi Albert II en 1996. Sa devise est Finis, in fine.

## Publications
Il a environ 300 publications scientifiques à son actif et huit livres, consacrés à sa spécialité.
Il fit don de sa bibliothèque privée à l'Università Cattolica di Campobasso (Italie): soit environ 2 500 bandes (700 livres et 1 800 numéros de 131 revues scientifiques internationales).